# 電視試播
電視試播（英語：Television pilot，又譯作試播集、导航集、试映集、試播片、試播版本、電視首播）是為測試電視節目於電視台的播出效果與觀眾反應而製作的影集，長度通常是一到兩集。试播集在美国的电视网非常普遍，每年1月初ABC、CBS、CW、FOX和NBC就开始拍摄旗下一些电视剧的试播集，而选角等工作也将在这段时间前后定下，试播集拍摄好后会给电视网高层观看并决定是否预定该剧，因此试播集的导演和编剧选择都很受关注，通常会有新闻专门报道试播集的相关消息。被预定的电视剧将在当年秋季或者次年春季播出，另外试播集通常会被当做第一集播出所以也被称为電視首播，且这一集的标题通常为Pilot（中文可译成“试播片”）。

## 试播集类型

### 后门试播集
后门试播集（Backdoor pilots）又称为后门试映集，《综艺》杂志将其定义为“这种试播集通常作为一个单独的电影来拍摄，所以就算该剧集没有获得正式预订也可以播出”。它不同于一般的试播集，这种试播集不但要得到电视网的认可还要得到观众的认可才能成为正式剧集。